# Charline Van Snick
Charline Van Snick (Luik, 2 september 1990) is een Belgisch voormalig judoka uit Luik in de categorieën tot 48 en 52 kg. Ze is aangesloten bij de Judo Club Bushido in Saive in de provincie Luik. Haar voornaamste resultaten zijn brons op de Olympische Zomerspelen van Londen in 2012 en twee keer Europees kampioene in 2015 en 2016. 

## Carrière
Charline Van Snick studeerde marketing aan de hogeschool in de provincie Luik (la Haute École de la Province de Liège). Ze deed reeds judo op haar zesde en deed mee aan wedstrijden vanaf haar tiende jaar. 
Na verschillende keren het podium gehaald te hebben in internationale competities, behaalde ze op de leeftijd van 15 jaar een negende plaats in de categorie -48 kg op haar eerste Europees Kampioenschap. Twee jaar later won ze de bronzen medaille op het Europees Kampioenschap. In 2009 won ze in totaal negen gouden medailles, waaronder de Europese titel in de categorie junior en eindigde ze vijfde bij het Wereldkampioenschap.
Van Snick pakte reeds op 17-jarige leeftijd een EK-medaille bij de -20-jarigen. In 2009 werd ze Europees kampioene en bereikte ze een 5de plek op het wereldkampioenschap telkens in de categorie -20 jaar. Die prestaties werden beloond door de Trofee van Sportverdienste uitgereikt door de Franstalige Gemeenschap. In 2010 pakte ze op haar eerste Europese kampioenschappen judo 2010 bij de seniors een bronzen medaille. 
In januari 2010 won Charline Van Snick tijdens de Wereldbeker in Sofia haar eerste gouden medaille tijdens een wereldbeker en in april werd ze derde op het Europees kampioenschap in Wenen en werd ze zo negentiende wereldwijd. In oktober won ze de bronzen medaille op het Europees kampioenschap judo 2010 in Birmingham. 
Op zaterdag 28 juli 2012 won ze een bronzen medaille op de Olympische Zomerspelen 2012 in Londen. Bij de kwalificatierondes passeerde ze de Koreaanse Jung-Yeon Chung met ippon. In de kwartfinale ging ze ook met ippon voorbij de Hongaarse Éva Csernoviczki. Haar halve finale tegen de latere olympisch kampioene Sarah Menezes verloor ze met yuko. In de kamp om de bronzen medaille won ze van de Argentijnse Paula Pareto nadat deze laatste een tweede shido kreeg.
Op de wereldkampioenschappen judo 2013 won ze een bronzen medaille. Bij een dopingcontrole op dit kampioenschap testte ze echter positief op cocaïne. Toen dit nieuws bekend geraakte reageerde ze erg aangedaan en ontkende ze het gebruik. Om haar onschuld te bewijzen deed ze beroep op toxicoloog Jan Tytgat. Uit diens haartest zou blijken dat Van Snick geen cocaïne op regelmatige basis gebruikte. De lage waarden in haar urine zouden het gevolg kunnen zijn van een onvrijwillige blootstelling aan cocaïne. Het B-staal dat in Canada onderzocht werd, bevatte ook sporen van cocaïne. De judoka werd door de Internationale Judofederatie aanvankelijk geschorst voor twee jaar vanaf 15 oktober 2013. Van Snick trok echter naar het TAS waar ze beweerde dat ze slachtoffer was van sabotage. Het TAS velde het volgende vonnis: "We bevestigen de inbreuk op de anti-dopingwet, maar verklaren het beroep van Van Snick deels gegrond". Hierdoor werd de schorsing geannuleerd, maar de gewonnen bronzen medaille bleef ze kwijt.
In haar eerste toernooi na de cocaïnezaak neemt ze meteen sportieve revanche: ze wint op 12 september 2014 haar kamp om het brons in de Grand Prix van Zagreb. Van Snick vloerde in Kroatië de Turkse judoka Ebru Sahin met een schouderworp.
In juni 2015 kroonde Van Snick zich tot Europees kampioene tijdens de Europese Spelen 2015 in Bakoe. De kampioenschappen judo op deze eerste Europese Spelen golden namelijk tegelijk als de Europese kampioenschappen judo 2015. Een jaar later verlengde ze haar Europese titel in Kazan.
Op de Olympische Zomerspelen van Rio in 2016 werd Van Snick in de achtste finales uitgeschakeld door de Braziliaanse titelverdedigster Sarah Menezes. Na de Spelen besliste ze over te stappen naar de -52 kg gewichtsklasse. Ze won de jaren daarop brons in de Masters van Guangzhou in 2018, drie bronzen medailles in Grand Slams, zes medailles in Grand Prix-wedstrijden, waaronder goud in 2018 in Den Haag, en brons op het Europees kampioenschap 2020 in Praag. Op de Olympische Zomerspelen van Tokyo in 2021 eindigde haar parcours reeds in de herkansingen.
In september 2023 kreeg ze de diagnose van een ernstige sportieve burn-out. Op 6 februari 2024 besloot de 33-jarige Van Snick haar carrière als professioneel judoka te beëindigen.
In 2024 stapte ze in de politiek. Bij de federale verkiezingen van dat jaar staat ze op de Luikse Kamerlijst van Ecolo. Ze wil zich inzetten tegen gendergeweld.

## Palmares

### 2017
- Grandslam van Bakoe
- Casablanca African Open
- Grand Prix van Tasjkent

### 2016
- Europees kampioenschap

### 2015
- Grand Prix van Düsseldorf
- Grandslam van Bakoe
- Europees kampioenschap
- Europese Spelen
- Tournoi Grand Chelem de Paris de judo

### 2014
- Grand Prix van Tasjkent
- Grand Prix van Zagreb

### 2013
- Wereldkampioenschap
- Europees kampioenschap
- Grand Prix Samsun

### 2012
- Grand Prix Düsseldorf
- Europees kampioenschap
- Grand Slam Moskou
- Olympische Spelen

### 2011
- World Cup Sao Paulo
- Grand Prix Qingdao
- Grand Prix Amsterdam
- Grand Prix van Düsseldorf
- Grand Slam Rio de Janeiro
- Grand Slam Tokyo
- 5e Wereldkampioenschap

### 2010
- Europees kampioenschap
- Grand Prix Rotterdam
- World Cup van Sofia
- World Cup Birmingham

### 2009
- 5e Wereldkampioenschap -20 jaar
- Europees kampioenschap -20 jaar
- Belgisch kampioenschap -20 jaar

### 2008
- Belgisch kampioenschap
- Europees kampioenschap -20 jaar
- A-toernooi van Coimbra -20 jaar
- Belgisch kampioenschap -20 jaar

### 2007
- Belgisch kampioenschap
- Belgisch kampioenschap -20 jaar

### 2006
- Belgisch kampioenschap -17 jaar

## Persoonlijke onderscheidingen
- 2008 : Prijs voor de Sportverdienste van het jaar van de Franstalige Gemeenschap, in de categorie Beste vrouwelijke belofte
- 2009 : Prijs voor de Sportverdienste van het jaar van de Franstalige Gemeenschap van België